# Camden County (New Jersey)
Camden County je okres (county) amerického státu New Jersey založený v roce 1844. Správním střediskem je město Camden. Jméno získal okres podle britského soudce a politika Charlese Pratta, 1. Earla Camdenu. K roku 2016 zde žilo 510 150 obyvatel.

## Vznik
Okres vznikl 13. března 1844 z částí Gloucester County.

## Sousední okresy
| Růžice kompasu | Philadelphia County        |  | Burlington County | Růžice kompasu |
| Růžice kompasu | Sever                      |  |                   | Růžice kompasu |
| Růžice kompasu | Camden County (New Jersey) |  |                   | Růžice kompasu |
| Růžice kompasu | Jih                        |  |                   | Růžice kompasu |
| Růžice kompasu | Gloucester County          |  | Atlantic County   | Růžice kompasu |